# Sikanni Range
Sikanni Range är ett berg i Kanada.   Det ligger i provinsen British Columbia, i den centrala delen av landet, 3 700 km väster om huvudstaden Ottawa. Toppen på Sikanni Range är 1 776 meter över havet, eller 8 meter över den omgivande terrängen. Bredden vid basen är 0,05 km.
Terrängen runt Sikanni Range är huvudsakligen kuperad. Trakten runt Sikanni Range är nära nog obefolkad, med mindre än två invånare per kvadratkilometer.. Det finns inga samhällen i närheten.
I omgivningarna runt Sikanni Range växer i huvudsak barrskog.